# Halimione
Halimione é um género botânico pertencente à família Amaranthaceae.

## Espécies
- Halimione pedunculata
- Halimione portulacoides
- Halimione verrucifera